# ملكة جمال الأرض 2008
ملكة جمال الأرض 2008، هي مسابقة ملكة جمال الأرض الثامنة في تاريخ مسابقة ملكة جمال الأرض منذ انطلاقتها عام 2001، عقدت في 9 نوفمبر 2008 في مدرج معرض كلارك في أنجيليس، بامبانجا، الفلبين. شهدت هذا العام تنافس خمسة وثمانون منتدوبة من 19 أكتوبر 2008 إلى الفلبين. تم بث المسابقة مباشرة عبر أي بي إس-سي بي إن وتغطيتها منذ ذلك الحين على استديو 23 في الفلبين ومحطات أخرى في جميع أنحاء العالم. في نهاية الحدث توجت توجت كارلا هنري من قبل ملكة جمال الأرض السابقة جيسيكا تريسكو لعام 2004، استضافت المسابقة بيلي كراوفورد ، المغنية والممثلة من فيلم دومينيون: بريكويل إلى طارد الأرواح الشريرة،  بريسيلا ميريليس ملكة جمال الأرض 2004 ، مقدمة والممثلة ريزا سانتوس.

## النتائج

### المراكز النهائية

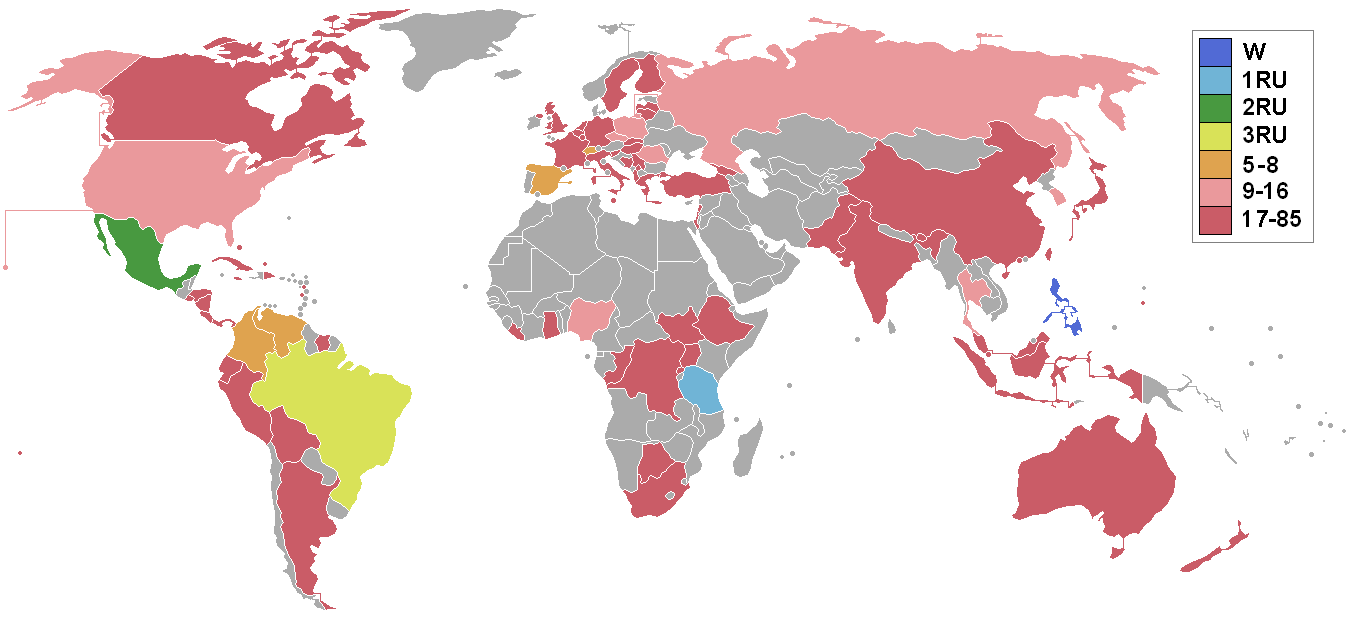
البلدان والأقاليم التي أرسلت المندوبين والنتائج ملكة جمال الأرض 2008

| النتائج النهائية                  | المتنافسة |
| --------------------------------- | --- |
| ملكة جمال الأرض 2008              | - الفلبين - كارلا هنري |
| ملكة جمال الهواء (الوصيفة الأولى) | - تنزانيا - مريم أودمبا |
| ملكة جمال الماء (الوصيفة الثانية) | - المكسيك - أبيغيل إيليزالدي |
| ملكة جمال النار (الوصيفة الثالثة) | - البرازيل - تاتيان ألفيس |
| أفضل 8                            | - كولومبيا - ماريانا رودريغيز - إسبانيا - أدريانا ريفيرون - سويسرا - نسانين نوري - فنزويلا - دانييلا توريالبا |
| أفضل 16                           | - جمهورية التشيك - هانا سفوبودوفا - كوريا - سيول هي سيو - نيجيريا - أوكو إزين - بولندا - كارولينا فيليبكوسكا - رومانيا - روكساندرا بوبا - روسيا - آنا ميزنتسيفا - تايلاند - بيبورن ديجينغ - الولايات المتحدة - جانا موريل |

## الروابط الخارجية
- موقع ملكة جمال الأرض الرسمي
- مؤسسة ملكة جمال الأرض
- مؤسسة ملكة جمال الأرض أطفال أحب كوكبي